# Антониоли, Херман
Херма́н Антонио́ли (исп. Germán Antonioli; 23 апреля 1910, Монтевидео — ?) — уругвайский футболист, игравший на позиции правого нападающего.

## Карьера
Антониоли начинал карьеру футболиста на родине, где выступал за уругвайский клуб «Мирамар Мисьонес». В 1932 году он приехал в Италию и стал игроком «Фиорентины», выступавшей в высшем дивизионе страны. Уругваец официально дебютировал 18 сентября 1932 года во встрече с «Торино», когда его команда проиграла со счётом 2:3. Всего же Антониоли провёл в составе фиолетовых один сезон, поучаствовал в 8 матчах и забил 1 гол. Игра уругвайского нападающего не произвела впечатления на руководство клуба. После окончания сезона 1932/33, в котором «Фиорентина» финишировала на 5 месте в Серии А, футболист покинул Италию и вернулся в Уругвай. О его дальнейшей судьбе ничего не известно.